# Philipp Kümmell
Philipp Lubert Karl Christian Kümmell (* 2. Dezember 1809 in Münchhausen im Distrikt Marburg; † 22. April 1888 in Marburg) war ein deutscher evangelisch-lutherischer Theologe und Mitglied der Ersten Kammer der kurhessischen Ständeversammlung.

## Leben
Philipp Kümmell wurde als Sohn des Oberpfarrers Karl Georg Kümmell (1766–1842) und dessen Ehefrau Christiane Satorius (1769–1851) geboren.
Er erhielt seine Schulausbildung im Privatinstitut des Pädagogen Johann Heinrich Christian Bang und absolvierte von 1827 bis 1831 ein Studium der Theologie und Philosophie an der Friedrich-Schiller-Universität Jena und der Philipps-Universität Marburg, wo er Mitglied der Burschenschaft war. Nach Ablegung der Fakultätsprüfung unterstützte er seinen Vater im Amt des Pfarrers, legte am 23. Dezember 1832 das zweite theologische Examen ab und wurde als Gehilfe seines Vaters ordiniert. Von 1837 bis 1847 betätigte er sich als Seminarlehrer in Homberg an der Efze und wurde anschließend erster lutherischer Pfarrer in Frankenberg.
1858 wurde er zum Superintendenten der lutherischen Kirche in Oberhessen und Konsistorialrat ernannt. Er war Oberpfarrer an der Elisabethkirche Marburg

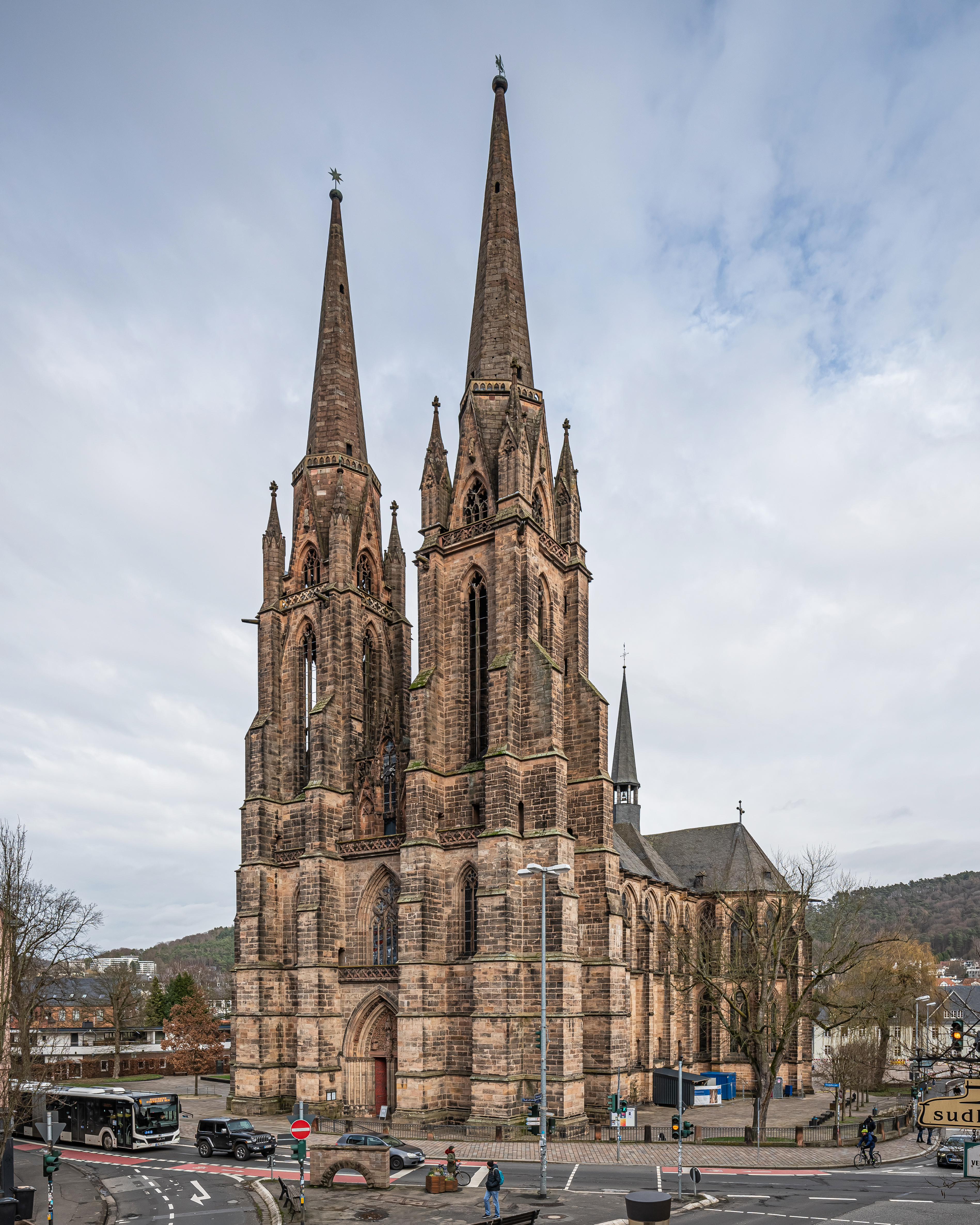
Elisabethkirche Marburg, Wirkungsstätte des Oberpfarrers Philipp Kümmell

In den Jahren 1858, 1860 und 1861 hatte er ein Mandat in der Ersten Kammer des kurhessischen Landtags. Dieser wurde nach den Unruhen im Jahre 1830 zum Zweck der Beratung und Verabschiedung einer Verfassung geschaffen und hatte bis 1866 Bestand, als das Land Hessen durch Preußen  annektiert wurde.
Am 28. März 1839 hatte er in Rinteln Sophie Kröner (1819–1854) geheiratet. Sie hatten die Söhne Friedrich (1840–1911, Apotheker) und Karl (1847–1928, Pfarrer) sowie die Töchter Maria (1841–1922), Emilie (1841–?),  Friederike (* 1845, Diakonisse) und Mathilde (* 1849).

## Ehrungen und Auszeichnungen
- Roter Adlerorden Ritter III. Klasse mit Schleife
- 23. Dezember 1883 Dr. h. c. der Universität Marburg